# Palladium (Schiff, 2010)
Die Palladium ist eine Megayacht, die sich im Besitz von Michail Prochorow, einem russischen Unternehmer und Generaldirektor von Polyus Gold, befindet. Die 96 Meter lange Yacht gehört derzeit zu den 70 längsten Motoryachten der Welt.

## Geschichte
Die Palladium wurde im Jahr 2009 unter dem Baunamen Orca auf der deutschen Werft Blohm + Voss gebaut und im Jahr 2010 an ihren Besitzer übergeben. Das futuristische Design der Yacht stammt vom britischen Design-Studio Michael Leach Design.

## Ausstattung
Die Yacht erreicht mit ihren zwei MTU 575 L70-Dieselmotoren eine Geschwindigkeit von 19 Knoten, die Reisegeschwindigkeit beträgt 14 Knoten. Sie bietet Platz für 16 Personen in acht Kabinen.

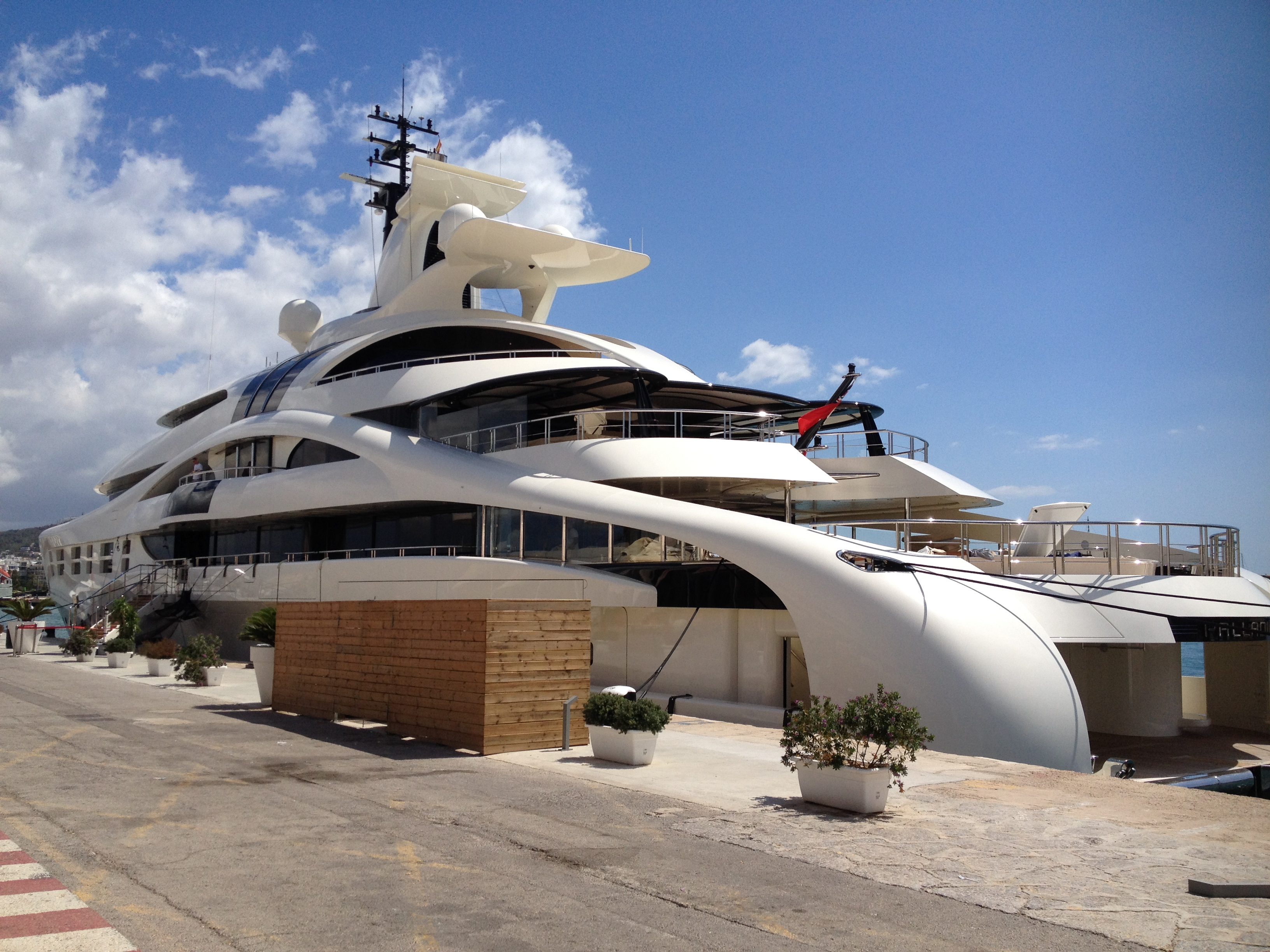
Megayacht Palladium im Hafen von Ibiza, 2014